# Comtoishäst
Comtois är en hästras och en tyngre kallblodshäst från Frankrike med en historia som dateras ända till 300-talet. Idag avlas de fram vid områdena runt Pyrenéerna och används fortfarande för att dra timmer och även på vinodlingarna i bergen. Comtoishästen är relativt vanlig som arbetshäst i Frankrike men ganska ovanlig som hästras. 

## Historia
Comtoishästen härstammar från hästar som togs till Frankrike med burgundiska stammar från norra Tyskland som emigrerade till landet under 300-talet. De bosatte sig i bergen på gränsen mellan Frankrike och Schweiz och avlade fram de tunga Comtoishästarna som skulle klara av de tuffa jordbruken. 
På 1500-talet användes Comtoishästarna för att förbättra andra burgundiska hästar och avlades fram i stora antal för att användas som artillerihäst. Bland annat använde den franske kungen Ludvig XIV hästarna i sitt kavalleri och Napoleon I var förtjust i hästarna och använde dem i stort antal under sitt försök att inta Ryssland.
Under 1800-talet avlades många Comtoishästar ut med andra raser för att förbättra kvalitén på rasen. Bland annat avlade man dem med Normandisk cob, Boulonnais och Percheronhästar. Efter 1905 blev hästen starkare och fick kraftigare ben med hjälp av Ardennerhästar som korsades in i stammarna.
Comtoishästen används fortfarande inom jordbruk och skogsarbete men även inom vinodling. Efter Bretonhästen består Frankrikes kallblodshästbestånd till största del av Comtoishästar.

## Egenskaper

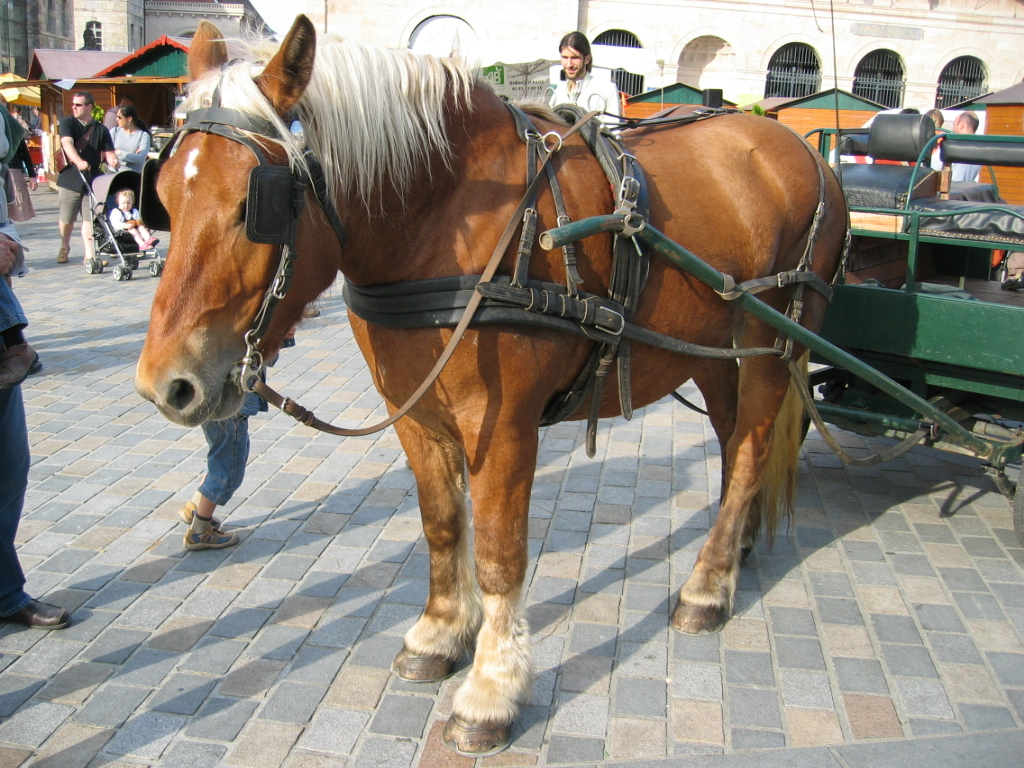
Comtoishästen är kraftig och arbetsvillig och fungerar utmärkt till allt slags arbete och som körhästar.

Comtoishästen är en kraftig häst med kompakt och muskulös kropp. Nacken är bred och välmusklad och huvudet är stort. Comtoishästarna är dock väl balanserade med starka ben och ett gott temperament. Hovarna har påverkats av aveln i bergen och har blivit tåliga och hårda och benen har ganska lite hovskägg. 
Comtioshästens starkaste kännetecken är fuxfärgen, kallad flaxfux. Kroppen har då en rödbrun nyans som kan sträcka sig från guldigt ljust guldbrun till riktigt mörkt, nästan svart kopparfärg medan man och svans är ljusa. 
Rasen är väldigt godhjärtad och tålig med en stark arbetsvilja och lättlärdhet. Dessutom är de lätta att föda upp och lever länge.